# Hans I. Glockengießer
Johannes II. Glockengießer bzw. Hans I. Glockengießer (* 1398 in Nürnberg; † 16. Juni oder 16. September 1451 ebenda) war ein deutscher Glockengießer und Keßler.
Glockengießer war der Sohn von Jacob Glockengießer und Margarete Statbock. Sein Stiefvater war Peter Glockengießer genannt Keßler, der die Gießhütte gemeinsam mit Hans und dessen Bruder Ulrich betrieb.
1412 wurde Glockengießer Meister im Kesslerhandwerk. Danach wirkte er bis zu seinem Tod als Glockengießer. Am 27. Juli 1433 starb seine erste Frau Agnes Scherp, mit der er neun Kinder hatte und er stifte ein Epitaphienbild. Im Jahr darauf heiratete er seine zweite Frau Ursula Notzheimer, mit der er zwei Kinder hatte. Er gilt aber als weniger bedeutend wie sein Bruder Ulrich.
Glockengießer wurde unterhalb des Chores von St. Lorenz begraben.